# Cmentarz żydowski w Górze (województwo dolnośląskie)
Cmentarz żydowski w Górze – kirkut mieści się przy obecnej ulicy Lipowej. Powstał w drugiej połowie XIX stulecia. W czasie II wojny światowej został zniszczony przez hitlerowców. Po 1945 również był dewastowany. Zachowały się fragmenty kilku macew oraz szczątki ogrodzenia. Teren jest porośnięty trawą i runem.